# Kabinett Siliņa
Das Kabinett Siliņa bildet seit dem 15. September 2023 die 42. Regierung von Lettland.
Nachdem ihr Vorgänger Krišjānis Kariņš mit seinem Bemühen, die bestehende Koalition zu erweitern, gescheitert war, erklärte er am 17. August 2023 den Rücktritt seiner Regierung. Auf seinen Vorschlag hin wurde seine Parteikollegin und bisherige Wohlfahrtsministerin Evika Siliņa mit der Bildung einer neuen Regierung betraut. Dieser gelang die Aufstellung einer neuen Koalition mit den bisherigen Oppositionsparteien Zaļo un Zemnieku savienība (Bündnis der Grünen und Bauern) und Progresīvie (Die Progressiven).

## Kabinettsmitglieder
| Amt/Ministerium | Foto | Name                                                 | Partei | Partei |
| --- | ---- | ---------------------------------------------------- | ------ | ------ |
| Ministerpräsidentin |      | Evika Siliņa                                         |        | JV     |
| Verteidigungsministerium |      | Andris Sprūds                                        |        | P      |
| Außenministerium |      | Krišjānis Kariņš (bis 10. April 2024)                |        | JV     |
| Außenministerium |      | Evika Siliņa (11. April 2024 bis 19. April 2024)     |        | JV     |
| Außenministerium |      | Baiba Braže (seit 19. April 2024)                    |        | JV     |
| Wirtschaftsministerium |      | Viktors Valainis                                     |        | ZZS    |
| Finanzministerium |      | Arvils Ašeradens                                     |        | JV     |
| Innenministerium |      | Rihards Kozlovskis                                   |        | JV     |
| Ministerium für Bildung und Wissenschaft |      | Anda Čakša (bis 25. Februar 2025)                    |        | JV     |
| Ministerium für Bildung und Wissenschaft |      | Arvils Ašeradens (25. Februar 2025 bis 6. März 2025) |        | JV     |
| Ministerium für Bildung und Wissenschaft |      | Dace Melbārde (seit 6. März 2025)                    |        | JV     |
| Ministerium für Klima und Energie |      | Kaspars Melnis                                       |        | ZZS    |
| Kulturministerium |      | Agnese Logina (bis 17. Juni 2024)                    |        | P      |
| Kulturministerium |      | Agnese Lāce (seit 20. Juni 2024)                     |        | P      |
| Wohlfahrtsministerium |      | Uldis Augulis (bis 25. Februar 2025)                 |        | ZZS    |
| Wohlfahrtsministerium |      | Viktors Valainis (25. Februar 2025 bis 6. März 2025) |        | ZZS    |
| Wohlfahrtsministerium |      | Reinis Uzulnieks (seit 6. März 2025)                 |        | ZZS    |
| Verkehrsministerium |      | Kaspars Briškens (bis 25. Februar 2025)              |        | P      |
| Verkehrsministerium |      | Agnese Lāce (25. Februar 2025 bis 6. März 2025)      |        | P      |
| Verkehrsministerium |      | Atis Švinka (seit 6. März 2025)                      |        | P      |
| Justizministerium |      | Inese Lībiņa-Egnere                                  |        | JV     |
| Gesundheitsministerium |      | Hosams Abu Meri                                      |        | JV     |
| Ministerium für intelligente Verwaltung und regionale Entwicklung (Bis zum 1. Juli 2024 Ministerium für Umweltschutz und regionale Entwicklung) |      | Inga Bērziņa (bis 15. Juni 2025)                     |        | JV     |
| Ministerium für intelligente Verwaltung und regionale Entwicklung (Bis zum 1. Juli 2024 Ministerium für Umweltschutz und regionale Entwicklung) |      | Rihards Kozlovskis (15. Juni 2025 bis 19. Juni 2025) |        | JV     |
| Ministerium für intelligente Verwaltung und regionale Entwicklung (Bis zum 1. Juli 2024 Ministerium für Umweltschutz und regionale Entwicklung) |      | Raimonds Čudars (seit 19. Juni 2025)                 |        | JV     |
| Landwirtschaftsministerium |      | Armands Krauze                                       |        | ZZS    |

## Koalitionspartner
|  | Partei/Wahlbündnis                                         |
|  | ---------------------------------------------------------- |
|  | Jaunā Vienotība (Neue Einigkeit)                           |
|  | Zaļo un Zemnieku savienība (Bündnis der Grünen und Bauern) |
|  | Progresīvie (Die Progressiven)                             |